# Vomécourt-sur-Madon
Vomécourt-sur-Madon – miejscowość i gmina we Francji, w regionie Grand Est, w departamencie Wogezy.
Według danych na rok 1990 gminę zamieszkiwało 69 osób, a gęstość zaludnienia wynosiła 20 osób/km² (wśród 2335 gmin Lotaryngii Vomécourt-sur-Madon plasuje się na 976. miejscu pod względem liczby ludności, natomiast pod względem powierzchni na miejscu 1140.).